# The Rugby Championship 2025
Navigation
The Rugby Championship 2024 The Rugby Championship 2026
Le Rugby Championship 2025 est une compétition de rugby à XV qui oppose les sélections d'Afrique du Sud (Springboks), d'Argentine (Pumas), d'Australie (Wallabies) et de Nouvelle-Zélande (All Blacks). Elle se déroule du 16 août au 4 octobre 2025.
L'Afrique du Sud est tenante du titre.
Pour la deuxième fois après 2016, un match du tournoi est délocalisé au stade de Twickenham à Londres. Il s'agit du match Argentine - Afrique du Sud comptant pour la dernière journée du tournoi.

## Acteurs de la compétition

### Joueurs
Cette liste énumère les effectifs des équipes participantes au Rugby Championship 2025. Durant la compétition, les entraîneurs ont la possibilité de faire des changements et de sélectionner de nouveaux joueurs pour des raisons tactiques ou à la suite de blessures.

#### Afrique du Sud
Le 23 juillet, Johan Erasmus dévoile son groupe de trente-sept joueurs retenus pour la compétition. Siya Kolisi est toujours le capitaine de l'équipe.
| Entraîneur | Entraîneur             | Johan Erasmus                                                                                       |
| Avants     | Pilier                 | Vincent Koch, Wilco Louw, Ox Nché, Asenathi Ntlabakanye (en), Boan Venter (en), Jan-Hendrik Wessels |
| Avants     | Talonneur              | Malcolm Marx, Bongi Mbonambi, Marnus van der Merwe (en)                                             |
| Avants     | Deuxième ligne         | Lood de Jager, Eben Etzebeth, Franco Mostert, Ruan Nortjé, RG Snyman                                |
| Avants     | Troisième ligne aile   | Pieter-Steph du Toit, Jean-Luc du Preez, Siya Kolisi , Marco van Staden                             |
| Avants     | Troisième ligne centre | Kwagga Smith, Cobus Wiese (en)                                                                      |
| Arrières   | Demi de mêlée          | Cobus Reinach, Morné van den Berg, Grant Williams                                                   |
| Arrières   | Demi d'ouverture       | Manie Libbok, Sacha Mngomezulu, Handré Pollard                                                      |
| Arrières   | Centre                 | Damian de Allende, André Esterhuizen, Ethan Hooker, Jesse Kriel                                     |
| Arrières   | Ailier                 | Kurt-Lee Arendse, Cheslin Kolbe, Canan Moodie, Edwill van der Merwe                                 |
| Arrières   | Arrière                | Aphelele Fassi, Willie le Roux, Damian Willemse                                                     |

#### Argentine
Le 4 août, Felipe Contepomi donne la liste des trente-quatre joueurs retenus pour disputer les deux premiers matchs de la compétition.
| Entraîneur | Entraîneur             | Felipe Contepomi                                                                               |
| Avants     | Pilier                 | Francisco Coria Marchetti, Pedro Delgado (es), Joel Sclavi, Nahuel Tetaz Chaparro, Mayco Vivas |
| Avants     | Talonneur              | Bautista Bernasconi (en), Julián Montoya, Ignacio Ruiz, Boris Wenger (en)                      |
| Avants     | Deuxième ligne         | Franco Molina, Lucas Paulos, Guido Petti, Pedro Rubiolo                                        |
| Avants     | Troisième ligne aile   | Nicolás D'Amorim (es), Juan Martín González, Santiago Grondona, Marcos Kremer, Pablo Matera    |
| Avants     | Troisième ligne centre | Joaquín Oviedo                                                                                 |
| Arrières   | Demi de mêlée          | Simón Benítez Cruz (en), Gonzalo García, Agustín Moyano                                        |
| Arrières   | Demi d'ouverture       | Tomás Albornoz, Santiago Carreras                                                              |
| Arrières   | Centre                 | Santiago Chocobares, Lucio Cinti, Justo Piccardo (en)                                          |
| Arrières   | Ailier                 | Mateo Carreras, Bautista Delguy, Rodrigo Isgró                                                 |
| Arrières   | Arrière                | Benjamín Elizalde, Juan Cruz Mallía, Ignacio Mendy (en), Gerónimo Prisciantelli (en)           |

#### Australie
Le 7 août, Joe Schmidt révèle une liste de trente-cinq joueurs.
Après la première journée trois joueurs sont blessés : James Slipper du fait d'une commotion cérébrale, Dylan Pietsch (en) à cause d'une fracture à la mâchoire, après un choc avec Siya Kolisi, et Ben Donaldson qui ne figurait pas sur la feuille de match mais a ressenti une douleur à l'abducteur. Trois joueurs sont alors appelés en renfort pour les remplacer : Filipo Daugunu, Rhys van Nek (en) et Hamish Stewart (en).
| Entraîneur | Entraîneur             | Joe Schmidt |
| Avants     | Pilier                 | Angus Bell, Josh Nasser (en), Zane Nonggorr, Tom Robertson, Aidan Ross, James Slipper , Taniela Tupou, Rhys van Nek (en) |
| Avants     | Talonneur              | Brandon Paenga-Amosa, Billy Pollard                                                                                      |
| Avants     | Deuxième ligne         | Nick Frost, Lukhan Salakaia-Loto, Will Skelton, Jeremy Williams                                                          |
| Avants     | Troisième ligne aile   | Nick Champion de Crespigny, Tom Hooper, Fraser McReight, Carlo Tizzano, Rob Valetini                                     |
| Avants     | Troisième ligne centre | Langi Gleeson, Harry Wilson                                                                                              |
| Arrières   | Demi de mêlée          | Ryan Lonergan (en), Tate McDermott, Nic White                                                                            |
| Arrières   | Demi d'ouverture       | Ben Donaldson , Tane Edmed (en), James O'Connor                                                                          |
| Arrières   | Centre                 | Josh Flook (en), Len Ikitau, Hunter Paisami, Hamish Stewart (en), Joseph Sua'ali'i                                       |
| Arrières   | Ailier                 | Filipo Daugunu, Max Jorgensen, Andrew Kellaway, Dylan Pietsch (en) , Corey Toole (en)                                    |
| Arrières   | Arrière                | Tom Wright |

#### Nouvelle-Zélande
Le 4 août, Scott Robertson annonce un groupe de trente-six joueurs pour la compétition. Scott Barrett en est le capitaine.
| Entraîneur | Entraîneur             | Scott Robertson                                                                                      |
| Avants     | Pilier                 | Ethan de Groot, Tyrel Lomax, Fletcher Newell, Ollie Norris (en), Pasilio Tosi (en), Tamaiti Williams |
| Avants     | Talonneur              | Brodie McAlister (en), Samisoni Taukei'aho, Codie Taylor                                             |
| Avants     | Deuxième ligne         | Scott Barrett , Fabian Holland, Patrick Tuipulotu, Tupou Vaa'i                                       |
| Avants     | Troisième ligne aile   | Samipeni Finau, Luke Jacobson, Du'Plessis Kirifi, Peter Lakai (en), Simon Parker (en)                |
| Avants     | Troisième ligne centre | Ardie Savea, Wallace Sititi                                                                          |
| Arrières   | Demi de mêlée          | Noah Hotham, Cortez Ratima, Cameron Roigard                                                          |
| Arrières   | Demi d'ouverture       | Beauden Barrett, Damian McKenzie                                                                     |
| Arrières   | Centre                 | Jordie Barrett, Anton Lienert-Brown, Billy Proctor, Timoci Tavatavanawai, Quinn Tupaea               |
| Arrières   | Ailier                 | Caleb Clarke, Rieko Ioane, Emoni Narawa, Sevu Reece                                                  |
| Arrières   | Arrière                | Will Jordan, Ruben Love                                                                              |

### Arbitres
Les arbitres du Rugby Championship 2025 sont les suivants:
| Rugby Europe | Rugby Afrique                                                                                      | Oceania Rugby |
| --- | -------------------------------------------------------------------------------------------------- | --- |
| - Matthew Carley - Karl Dickson - Andrew Jackson (vidéo) - Christophe Ridley (en) - Ian Tempest (vidéo) - Sam Grove-White (en) (assistant) - Mike Adamson (en) (vidéo) - Pierre Brousset - Éric Gauzins (vidéo) - Tual Trainini (vidéo) - Nika Amashukeli - Gianluca Gnecchi (en) (assistant) - Andrea Piardi | - Morné Ferreira (en) (assistant) - Marius Jonker (vidéo) - Marius van der Westhuizen (en) (vidéo) | - Nic Berry - Brett Cronan (vidéo) - Angus Gardner - Richard Kelly (vidéo) - Damon Murphy (en) (vidéo) - Jordan Way (en) (assistant) - James Doleman (en) - Angus Mabey (en) (assistant) - Glenn Newman (vidéo) - Ben O'Keeffe - Paul Williams |

## Classement
| Rang | Nation             | J | V | N | D | Bo | Bd | Pm | Pe | Diff | Pts |
| ---- | ------------------ | - | - | - | - | -- | -- | -- | -- | ---- | --- |
| 1    | Nouvelle-Zélande   | 1 | 1 | 0 | 0 | 1  | 0  | 41 | 24 | +17  | 5   |
| 2    | Australie          | 1 | 1 | 0 | 0 | 1  | 0  | 38 | 22 | +16  | 5   |
| 3    | Afrique du Sud (T) | 1 | 0 | 0 | 1 | 0  | 0  | 22 | 38 | -16  | 0   |
| 4    | Argentine          | 0 | 0 | 0 | 0 | 0  | 0  | 24 | 41 | -17  | 0   |

|  | Vainqueur de la compétition |
|  | T : Tenante du titre 2024.  |

## Résultats

### Première journée
| 16 août 2025 17 h 10 UTC+02:00 | Afrique du Sud | 22 - 38 (22 - 5) | Australie (bo) | Ellis Park Stadium, Johannesbourg 51 300 spectateurs Arbitre : Ben O'Keeffe |
| 16 août 2025 17 h 10 UTC+02:00 | Essai(s) : 3 Arendse (2e), Esterhuizen (13e), Kolisi (18e) Transformation(s) : 2 Libbok (3e, 19e) Pénalité(s) : 1 Libbok (9e) | Rapport          | Essai(s) : 6 Pietsch (en) (29e), Wilson (43e, 64e), Sua'ali'i (58e), Jorgensen (66e), Wright (76e) Transformation(s) : 4 O'Connor (44e, 59e, 65e, 67e) | Ellis Park Stadium, Johannesbourg 51 300 spectateurs Arbitre : Ben O'Keeffe |
| 16 août 2025 17 h 10 UTC+02:00 | | Rapport          | | Ellis Park Stadium, Johannesbourg 51 300 spectateurs Arbitre : Ben O'Keeffe |

| 16 août 2025 18 h 10 UTC-03:00 | Argentine | 24 - 41 (10 - 31) | Nouvelle-Zélande (bo) | Stade Mario-Alberto-Kempes, Córdoba 55 740 spectateurs Arbitre : Pierre Brousset |
| 16 août 2025 18 h 10 UTC-03:00 | Essai(s) : 3 Isgró (16e), Albornoz (51e), Oviedo (63e) Transformation(s) : 3 Albornoz (17e, 52e, 64e) Pénalité(s) : 1 Albornoz (30e) Carton(s) jaune(s) : 1 Vivas (17e) | Rapport           | Essai(s) : 6 Reece (9e, 40e+3), Ratima (24e), Savea (37e), Taukei'aho (69e, 74e) Transformation(s) : 4 B. Barrett (10e, 25e, 38e, 40e+4) Pénalité(s) : 1 B. Barrett (4e) Carton(s) jaune(s) : 2 Proctor (59e), Lienert-Brown (77e) | Stade Mario-Alberto-Kempes, Córdoba 55 740 spectateurs Arbitre : Pierre Brousset |
| 16 août 2025 18 h 10 UTC-03:00 | | Rapport           | | Stade Mario-Alberto-Kempes, Córdoba 55 740 spectateurs Arbitre : Pierre Brousset |

### Deuxième journée
| 23 août 2025 17 h 10 UTC+02:00 | Afrique du Sud | – | Australie | Cape Town Stadium, Le Cap Arbitre : James Doleman (en) |
| 23 août 2025 17 h 10 UTC+02:00 |                |   |           | Cape Town Stadium, Le Cap Arbitre : James Doleman (en) |
| 23 août 2025 17 h 10 UTC+02:00 |                |   |           | Cape Town Stadium, Le Cap Arbitre : James Doleman (en) |

| 23 août 2025 18 h 10 UTC-03:00 | Argentine | – | Nouvelle-Zélande | Stade José Amalfitani, Buenos Aires Arbitre : Nic Berry |
| 23 août 2025 18 h 10 UTC-03:00 |           |   |                  | Stade José Amalfitani, Buenos Aires Arbitre : Nic Berry |
| 23 août 2025 18 h 10 UTC-03:00 |           |   |                  | Stade José Amalfitani, Buenos Aires Arbitre : Nic Berry |

### Troisième journée
| 6 septembre 2025 14 h 30 UTC+10:00 | Australie | – | Argentine | North Queensland Stadium, Townsville Arbitre : Paul Williams |
| 6 septembre 2025 14 h 30 UTC+10:00 |           |   |           | North Queensland Stadium, Townsville Arbitre : Paul Williams |
| 6 septembre 2025 14 h 30 UTC+10:00 |           |   |           | North Queensland Stadium, Townsville Arbitre : Paul Williams |

| 6 septembre 2025 19 h 5 UTC+12:00 | Nouvelle-Zélande | – | Afrique du Sud | Eden Park, Auckland Arbitre : Karl Dickson |
| 6 septembre 2025 19 h 5 UTC+12:00 |                  |   |                | Eden Park, Auckland Arbitre : Karl Dickson |
| 6 septembre 2025 19 h 5 UTC+12:00 |                  |   |                | Eden Park, Auckland Arbitre : Karl Dickson |

### Quatrième journée
| 13 septembre 2025 14 h UTC+10:00 | Australie | – | Argentine | Sydney Football Stadium, Sydney Arbitre : Christophe Ridley (en) |
| 13 septembre 2025 14 h UTC+10:00 |           |   |           | Sydney Football Stadium, Sydney Arbitre : Christophe Ridley (en) |
| 13 septembre 2025 14 h UTC+10:00 |           |   |           | Sydney Football Stadium, Sydney Arbitre : Christophe Ridley (en) |

| 13 septembre 2025 19 h 5 UTC+12:00 | Nouvelle-Zélande | – | Afrique du Sud | Wellington Regional Stadium, Wellington Arbitre : Nika Amashukeli |
| 13 septembre 2025 19 h 5 UTC+12:00 |                  |   |                | Wellington Regional Stadium, Wellington Arbitre : Nika Amashukeli |
| 13 septembre 2025 19 h 5 UTC+12:00 |                  |   |                | Wellington Regional Stadium, Wellington Arbitre : Nika Amashukeli |

### Cinquième journée
| 27 septembre 2025 17 h 5 UTC+12:00 | Nouvelle-Zélande | – | Australie | Eden Park, Auckland Arbitre : Andrea Piardi |
| 27 septembre 2025 17 h 5 UTC+12:00 |                  |   |           | Eden Park, Auckland Arbitre : Andrea Piardi |
| 27 septembre 2025 17 h 5 UTC+12:00 |                  |   |           | Eden Park, Auckland Arbitre : Andrea Piardi |

| 27 septembre 2025 17 h 10 UTC+02:00 | Afrique du Sud | – | Argentine | Kings Park Stadium, Durban Arbitre : Angus Gardner |
| 27 septembre 2025 17 h 10 UTC+02:00 |                |   |           | Kings Park Stadium, Durban Arbitre : Angus Gardner |
| 27 septembre 2025 17 h 10 UTC+02:00 |                |   |           | Kings Park Stadium, Durban Arbitre : Angus Gardner |

### Sixième journée
| 4 octobre 2025 17 h 45 UTC+10:00 | Australie | – | Nouvelle-Zélande | Perth Stadium, Perth Arbitre : Matthew Carley |
| 4 octobre 2025 17 h 45 UTC+10:00 |           |   |                  | Perth Stadium, Perth Arbitre : Matthew Carley |
| 4 octobre 2025 17 h 45 UTC+10:00 |           |   |                  | Perth Stadium, Perth Arbitre : Matthew Carley |

| 4 octobre 2025 14 h UTC+01:00 | Argentine | – | Afrique du Sud | Stade de Twickenham, Londres Arbitre : Andrea Piardi |
| 4 octobre 2025 14 h UTC+01:00 |           |   |                | Stade de Twickenham, Londres Arbitre : Andrea Piardi |
| 4 octobre 2025 14 h UTC+01:00 |           |   |                | Stade de Twickenham, Londres Arbitre : Andrea Piardi |

## Statistiques

### Meilleurs réalisateurs
| Rang | Joueur              | Équipe           | Points | Essais | Transf. | Pén. | Drops |
| ---- | ------------------- | ---------------- | ------ | ------ | ------- | ---- | ----- |
| 1    | Tomás Albornoz      | Argentine        | 14     | 1      | 3       | 1    | 0     |
| 2    | Beauden Barrett     | Nouvelle-Zélande | 11     | 0      | 4       | 1    | 0     |
| 3    | Sevu Reece          | Nouvelle-Zélande | 10     | 2      | 0       | 0    | 0     |
| 3    | Samisoni Taukei'aho | Nouvelle-Zélande | 10     | 2      | 0       | 0    | 0     |
| 3    | Harry Wilson        | Australie        | 10     | 2      | 0       | 0    | 0     |
| 6    | James O'Connor      | Australie        | 8      | 0      | 4       | 0    | 0     |
| 7    | Manie Libbok        | Afrique du Sud   | 7      | 0      | 2       | 1    | 0     |

### Meilleurs marqueurs
| Rang | Joueur              | Équipe           | Essais |
| ---- | ------------------- | ---------------- | ------ |
| 1    | Sevu Reece          | Nouvelle-Zélande | 2      |
| 1    | Samisoni Taukei'aho | Nouvelle-Zélande | 2      |
| 1    | Harry Wilson        | Australie        | 2      |
| 4    | Douze joueurs       | Douze joueurs    | 1      |